# Dominick Bellizzi
Dominick Bellizzi, född c. 1912 i delstaten New York i USA, död 17 maj 1934 i Jamaica, Queens i New York i USA, var en amerikansk galoppjockey, med smeknamnet "The Duke".

## Karriär
Bellizzis föräldrar Samuel och Teresa Bellizzi var albanska immigranter. Bellizzi började sin professionella karriär som jockey på 1930-talet, och vann flera insatslöp, bland annat Arlington-Washington Breeders' Cup Futurity, Adirondack Stakes, Toboggan Handicap samt Whitney Handicap.
1934 red Bellizzi hingsten High Quest till seger i Wood Memorial Stakes, som anses som ett viktigt förberedelselöp i Road to the Kentucky Derby.
En vecka efter 1934 års upplaga av Kentucky Derby var Bellizzi tillbaka i New York, där han skulle rida Psychic Bid i Youthful Stakes på Jamaica Race Course. Då ekipaget närmade sig upploppet, kom bettet fel i hästens mun, och gjorde att Bellizzi tappade kontrollen och föll av. Han blev överkörd av flera hästar.
Bellizzi kördes akut till Marymount Hospital i Jamaica, Queens med svåra skador. Han genomgick flera operationer, bland annat för en bruten ryggrad, men avled fem dagar senare.
Bellizzis kista bars av 10 jockeykollegor, och han begravdes i sin jockeydress.